# Moreno Pincas
 (avril 2013).
Si vous disposez d'ouvrages ou d'articles de référence ou si vous connaissez des sites web de qualité traitant du thème abordé ici, merci de compléter l'article en donnant les références utiles à sa vérifiabilité et en les liant à la section « Notes et références ».
Moreno Pincas, né à Sofia le 18 août 1936, est un peintre franco-israélien.

## Biographie
Moreno Pincas émigre en Israël en 1949. Il étudie à l’Avni Art Institute de Tel-Aviv de 1958 à 1960 et obtient en 1960 le Premier Prix de la Biennale des Jeunes Peintres au Museum of Modern Art de Haïfa.
Boursier de l’America Israel Cultural Foundation, il s’installe à Paris et se forme à l’École Nationale Supérieure des Beaux-Arts de Paris.
Moreno Pincas est membre du Comité du Salon de Mai.

## Expositions personnelles récentes
- 1996 : Taïwan Museum of Art, Taïchung
- 1997 : Galerie Mostini,
- 1998 : Centre Rachi, Paris / Yad Labavim Museum, Petah-Tikva, Israël
- 2000 : Galerie Dukan, Centre Fleg, Marseille
- 2001 : Galerie Ariel Sibony, Paris / Galerie Donald Weiss, New York
- 2003 : Galerie Daniel Besseiche, Paris
- 2003-08 : Galerie Michèle Emiliani, Drôme
- 2004 : Galerie Côtérue, Barbizon
- 2005 : Galerie de la Daurade, Toulouse / Galerie du Théâtre, Brive-la-Gaillarde / Galerie Christiane Vallé, Clermont-Ferrand
- 2006 : Galerie Art Passion, Montpellier / Château de Val, Corrèze
- 2007 : Galerie MC Goinard, Paris / Centre Culturel, Couzeix
- 2008 : Raday Galeria, Budapest / Abbaye de Cercanceaux, Souppes su Loing
- 2009 : Château de Vascœuil, Eure
- 2009 (octobre- ) : Galerie Claire Corcia, Paris

## Œuvres dans les collections publiques
- Bibliothèque nationale, Paris
- Fonds d’Art Contemporain de Seine-Saint-Denis
- Oscar Ghez, Musée du Petit Palais, Genève
- Musée de Tel-Aviv
- Museum of Modern Art, Haïfa
- Musée de Trouville
- Musée de Digne
- Musée Eugène Boudin, Honfleur
- Taïwan Museum of Art
- Bangladesh National Museum
- Graphotek d’Israël, Tel Aviv
- Fonds de création du Musée d’Art moderne, Bourg-en-Bresse
- Musée Rigaud, Perpignan
- The Museum of Israeli Art, Ramat-Gan
- The Israeli Museum, Jérusalem
- Yad Labanim Museum, Petah-Tikva
- Musée Greuze, Tournus
- Ville de Brive-La-Gaillarde
- Ville de Couzeix